# Hannah Gladden
Hannah La Shae Gladden (ur. 1996) – amerykańska zapaśniczka walcząca w stylu wolnym. Srebrna medalistka mistrzostw panamerykańskich w 2018. Mistrzyni panamerykańska kadetów w 2013 roku.
Zawodniczka Campbellsville University Campbellsville.